# Damaskin (Karpathakis)
Damaskin, imię świeckie Minas Karpathakis (ur. 10 maja 1959 w Atenach) – grecki duchowny prawosławny, od 2009 metropolita Didymoticho, Orestiady i Sufli.

## Życiorys
Święcenia diakonatu przyjął 23 marca 1985, a prezbiteratu 14 września 1987. Chirotonię biskupią otrzymał 27 stycznia 1995. W latach 1995–2009 pełnił urząd biskupa pomocniczego arcybiskupstwa Aten ze stolicą tytularną w Diawlei.
W czerwcu 2016 r. uczestniczył w Soborze Wszechprawosławnym na Krecie.